# Stazione di Kozawa
La stazione di Kozawa (小沢駅?, Kozawa-eki) è una stazione ferroviaria situata nella cittadina di Kyōwa, in Hokkaidō, Giappone, lungo la linea principale Hakodate della JR Hokkaido. Fino al 1985 la stazione era anche capolinea della linea Iwanai, dismessa in quell'anno.

## Strutture e impianti
La stazione è dotata di un marciapiede a isola con due binari passanti in superficie. Per passare alla banchina è presente una lunga passerella sopraelevata.

## Movimento
Presso questa stazione fermano solamente i treni locali, con una frequenza media di un treno all'ora.

## Servizi
Il piccolo fabbricato viaggiatori è dotato di una sala d'attesa.
- Sala d'attesa

## Interscambi
- Fermata autobus (fermata di Kozawa)